# Mamadou Diallo (futbolista nacido en 1996)
Mamadou Diallo (Nuakchot, 3 de diciembre de 1996) es un futbolista mauritano que juega en la demarcación de delantero para el La Berrichonne de Châteauroux del Championnat National.

## Selección nacional
El 11 de octubre de 2024 hizo su debut con la selección de Mauritania en un partido de clasificación para la Copa Africana de Naciones de 2025 contra Egipto que finalizó con un resultado de 2-0 a favor del combinado egipcio tras los goles de Trézéguet y Mohamed Salah.

## Clubes
| Club                          | País    | Año       | Partidos | Goles |
| ----------------------------- | ------- | --------- | -------- | ----- |
| AF Bobigny                    | Francia | 2018-2020 | 5        | 1     |
| Le Blanc-Mesnil SF            | Francia | 2020-2022 | 26       | 21    |
| FC Chambly                    | Francia | 2022      | 9        | 2     |
| US Boulogne                   | Francia | 2022-2024 | 43       | 20    |
| La Berrichonne de Châteauroux | Francia | 2024-     | 10       | 5     |